# Srubec
Srubec är en ort i Tjeckien.   Den ligger i regionen Södra Böhmen, i den södra delen av landet, 130 km söder om huvudstaden Prag. Srubec ligger 521 meter över havet och antalet invånare är 1 107.
Terrängen runt Srubec är huvudsakligen platt, men norrut är den kuperad. Srubec ligger uppe på en höjd. Runt Srubec är det ganska tätbefolkat, med 62 invånare per kvadratkilometer. Närmaste större samhälle är České Budějovice, 5,7 km nordväst om Srubec. Omgivningarna runt Srubec är en mosaik av jordbruksmark och naturlig växtlighet.